# Fossato di Vico
Fossato di Vico es una localidad y comune italiana de la provincia de Perugia, región de Umbría, con 2.744 habitantes.

## Evolución demográfica
| Gráfica de evolución demográfica de Fossato di Vico entre 1861 y 2001 |
|                                                                       |
| Fuente ISTAT - elaboración gráfica de Wikipedia                       |